# Márton Eppel
Márton Eppel (Budapest, 26 ottobre 1991) è un calciatore ungherese, attaccante del Nyíregyháza.

## Caratteristiche tecniche
Punta centrale di peso ha notevoli capacità nella corsa e nel tiro da fuori area, nonché per via della sua altezza nell'elevazione nei corner.

## Carriera

### Club

#### Gli inizi
Muove i primi passi nel Magyar AC storica società della periferia di Budapest, nel 2003 si trasferisce all'MTK con la quale fa tutta la trafila nelle giovanili fino ad esordire all'età di diciotto anni in prima squadra debuttando nello 0-0 contro il Nyíregyháza del 26 aprile 2009 subentrando al 76' minuto al posto di Gábor Urbán, vista la giovane età la stagione successiva prende parte solo ad alcuni spezzoni di partita nelle varie coppe nazionali, è dalla stagione 2010-11 che dopo un breve periodo passato nella squadra b dove segna 5 gol in undici partite viene promosso in prima squadra a tempo pieno riuscendo a segnare il primo gol in prima squadra nella sconfitta interna avvenuta per 4-3 per mano del Zalaegerszeg il 30 ottobre 2010. Chiude la stagione con un bilancio di tre reti in 21 incontri disputati, le buone prestazioni del ragazzo convincono il N.E.C. club olandese militante in Eredivisie a metterlo sotto contratto, tuttavia verrà impiegato pochissime volte relegandolo spesso tra tribuna e panchina giocando complessivamente tra campionato e coppa solamente 22 minuti entrando in campionato in una sola partita ovvero la sconfitta per 1-0 contro l'ADO Den Haag il 22 ottobre 2011.

#### Le varie esperienze in Ungheria
Così a febbraio 2012 rescinde il contratto con la squadra di Nimega per far ritorno in patria firmando un contratto quadriennale con il Paks, in questa seconda parte di stagione si alterna tra la squadra B, dove raccoglie 15 presenze senza mai andare a segno, e la prima squadra facendo il suo esordio il 14 aprile alla ventiquattresima giornata di campionato nello 0-0 contro il Debrecen. La stagione successiva diviene titolare dell'attacco segnando i suoi primi gol con la squadra verde-bianco il 23 dicembre 2012 mettendo a segno una doppietta che sarà fondamentale per la vittoria sul Pecsi per 3-1, ripetendosi una settimana dopo nella vittoria interna per 2-0 sul Lombard Pápa nella quale segna il primo gol dell'incontro. Chiude la sua seconda stagione con la squadra di Paks con un totale di 23 presenze e 4 reti.
La stagione 2013-14 inizia con i colori verde-bianco ma a settembre 2013 passa in prestito all'MTK di Budapest facendovi ritorno a distanza di tre anni dall'ultima volta. La stagione, eccetto 4 reti messe a segno nelle varie coppe nazionali, si rivelerà al di sotto delle aspettative: in campionato riuscirà a segnare solo un gol (nel 2-2 casalingo contro il Kaposvár) in ben 22 presenze, e al termine della stagione il calciatore fa ritorno al Paks.
Nella stagione seguente il calciatore, non rientrando più nelle scelte tecniche, verrà schierato appena 5 volte dove riuscirà comunque a segnare 2 reti rispettivamente contro Nyíregyháza ed il suo vecchio club l'MTK; nel mercato di gennaio 2015 passa a titolo definitivo al Dunaújváros PASE debuttando con la sua nuova squadra il 1 marzo nella partita persa per 1-0 contro il Ferencváros, segna il suo primo gol nella vittoria interna per 3-0 sul Nyíregyháza del 4 aprile ripetendosi con una doppietta il 5 maggio nella vittoria esterna avvenuta per 4-1 sul campo dell'Haladás, tuttavia i suoi gol non basteranno alla squadra per evitare la retrocessione in NBII all'ultima giornata di campionato. Terminata la stagione il calciatore decide di rimanere e nel campionato successivo segna altre tre reti prima di passare a gennaio 2016 all'Honvéd lasciando il club di Dunaújváros dopo 25 presenze e 6 reti.

#### L'esplosione con l'Honvéd
Con la squadra di Kispest firma un contratto triennale debuttando in campionato alla ventesima giornata nella sconfitta contro l'Haladás, segna i suoi primi gol con la maglia rossonera nella venticinquesima giornata mettendo a segno una doppietta nella vittoria esterna avvenuta per 3-0 ai danni del Debrecen e ripetendosi nuovamente con una doppietta la settimana successiva nella vittoria per 2-0 sul Paks; la settimana seguente ovvero il 2 aprile 2016 segna e confeziona l'assist per il gol di Richárd Vernes del definitivo 2-1 giunto al 90' contro il Videoton. A fine stagione raggiunge insieme al resto della squadra una tranquilla salvezza posizionandosi all'ottavo posto con un bottino personale di 5 reti in 11 presenze.
La stagione successiva inizia nel migliore dei modi con 5 reti (di cui due doppiette rispettivamente a Paks e Diósgyőr) e un assist in sole 6 presenze; recuperato del tutto da un infortunio che lo ha tenuto fuori un mese e mezzo, ritorna a segnare in campionato il 26 novembre raccogliendo un assist di Davide Lanzafame e segnando al 92º minuto il gol vittoria nel derby contro il Vasas che vale la testa della classifica. Al termine della prima parte di stagione viene premiato come miglior giocatore dell'anno. Le ottime prestazioni convincono anche il ct della nazionale ungherese Bernd Storck a convocarlo per la sfida di qualificazione ai mondiali 2018 contro il Portogallo. Il 27 maggio 2017 dopo aver vinto per merito di una sua marcatura lo scontro al vertice per 1-0 contro il Videoton si laurea insieme al resto della squadra campione d'Ungheria, riuscendo anche a vincere la classifica di capocannoniere del campionato con 16 reti. La stagione successiva lo vede tra i protagonisti del campionato con 14 reti messe a segno che contribuiranno alla squadra a piazzarsi al 4º posto e a raggiungere l'ultimo posto valido per l'Europa League 2018-2019.

#### Passaggio al Qaýrat
Il 4 luglio 2018 dopo due stagioni e mezzo con l'Honvéd con un bottino di 80 presenze e 38 reti con un campionato vinto, si trasferisce agli azeri del Qaýrat militanti nella massima serie kazaka. Esordisce con il suo nuovo club due giorni dopo il suo arrivo, subentrando al 51' minuto ad Isael nella vittoria interna per 4-0 sullo Jetisw. La partita successiva contro lo Jetisw lo vede segnare la sua prima rete, subentrando al 62' minuto a Aderinsola Eseola e segnando dopo quattro minuti dal suo ingresso in campo la rete del 2-0 nell'incontro che terminerà poi 2-1 a favore della sua squadra. Il 19 luglio nel ritorno del 2º turno di Europa League segna i suoi primi gol europei venendo inoltre eletto uomo partita, segnando 4 dei 7 gol totali ai danni dell'UE Engordany formazione del Principato di Andorra. La stagione successiva segna ben 16 reti attestandosi al secondo posto nella classifica dei cannonieri e aiutando la sua squadra a raggiungere il secondo posto in campionato, distaccato di un solo punto dall'Astana vincitrice del campionato. Scaduto il contratto al termine della stagione non gli viene rinnovato restando svincolato.

#### Cercle Bruges
Rimasto svincolato per non perdere la condizione fisica e atletica, ritorna all'Honvéd per allenarsi assieme al suo ex compagno di squadra, anch'esso proveniente dal campionato azero da poco terminato Patrik Hidi, formando due elementi che furono determinanti per la conquista dello scudetto 2016-17. Nello stesso periodo gioca anche alcuni amichevoli con la squadra di mister Giuseppe Sannino, ma quando entrambi sono in procinto di firmare, Eppel si accorda con il Cercle Bruges del mister Bernd Storck suo ct ai tempi della nazionale ungherese, firmando un contratto fino al termine della stagione. Esordisce il 19 gennaio 2020 contro l'Anversa segnando il suo primo gol l'8 marzo nella partita interna contro il Mechelen vinta 3-2 al termine della stagione raccoglie 8 presenze ed una sola rete, non venendo confermato.

#### Ritorno all'Honvéd e Diósgyőr
Dopo un nuovo periodo da svincolato ed essersi allenato ancora una volta con l'Honvéd, il 22 ottobre 2020 accetta un biennale da parte della società rossonera. Dopo aver deluso le aspettative con solo un gol in 24 incontri, il 19 gennaio 2022 lascia la squadra di Kispest, scendendo di categoria e accasandosi al Diósgyőr. Dopo aver ben figurato nell'ultima parte di stagione, segnando tre reti e mancando di cinque punti la promozione nella massima serie chiudendo terzo, rimane con la squadra di Miskolc anche la stagione seguente divendendo un titolare fisso e conquistando al termine del campionato la vittoria del torneo in maniera netta e dominante, facendo ritornare così il club bianco rosso in NBI dopo due stagioni di assenza. Alla naturale scadenza del contratto rimane svincolato dopo 46 presenze e 7 reti.

#### Warta Poznan
Dopo un periodo da svincolato, il 20 ottobre 2023 si accasa ai polacchi del Warta Poznań firmando un contratto di un anno e mezzo.

### Nazionale
Il 15 marzo 2008 il ct Gyula Zsivóczky lo fa sordire con l'Under-17 nella sfida contro i pari età della Bosnia per la sfida valevole alla qualificazione dell'europeo di categoria terminata 2-2.
Dal 2011 viene convocato con la Nazionale Under-21 giocando anche un match di all'europeo di categoria del 2013 contro i pari età della Turchia terminato 2-1 a favore dei turchi, venendo convocato fino al 2012 con un bottino di una rete in 6 presenze.
Viene convocato per la prima volta in nazionale maggiore dal ct Bernd Storck per la sfida valida per la qualificazione ai mondiali 2018 contro il Portogallo rimanendo tuttavia in panchina. Successivamente esordisce contro la Russia subentrando al 70' minuto a Norbert Balogh, gioca altri match anche sotto la successiva gestione di Marco Rossi suo allenatore ai tempi dello scudetto con l'Honvéd, uscendo dal giro della nazionale a fine 2018.

## Statistiche

### Presenze e reti nei club
Statistiche aggiornate all'8 agosto 2025.
| Stagione                | Squadra                 | Campionato              | Campionato | Campionato | Coppe nazionali | Coppe nazionali | Coppe nazionali | Coppe continentali | Coppe continentali | Coppe continentali | Altre coppe | Altre coppe | Altre coppe | Totale | Totale |
| Stagione                | Squadra                 | Comp                    | Pres       | Reti       | Comp            | Pres            | Reti            | Comp               | Pres               | Reti               | Comp        | Pres        | Reti        | Pres   | Reti   |
| ----------------------- | ----------------------- | ----------------------- | ---------- | ---------- | --------------- | --------------- | --------------- | ------------------ | ------------------ | ------------------ | ----------- | ----------- | ----------- | ------ | ------ |
| 2008-2009               | MTK Budapest II         | NBII                    | 16         | 5          | MK              | 0               | 0               | -                  | -                  | -                  | -           | -           | -           | 16     | 5      |
| 2009-2010               | MTK Budapest II         | NBII                    | 2          | 0          | MK              | -               | -               | -                  | -                  | -                  | -           | -           | -           | 2      | 0      |
| 2010-2011               | MTK Budapest II         | NBII                    | 11         | 5          | MK              | 2               | 2               | -                  | -                  | -                  | -           | -           | -           | 13     | 7      |
| Totale MTK Budapest II  | Totale MTK Budapest II  | Totale MTK Budapest II  | 29         | 10         |                 | 2               | 2               |                    | -                  | -                  |             | -           | -           | 31     | 12     |
| 2008-2009               | MTK Budapest            | NBI                     | 6          | 0          | MK+MLK          | 1+1             | 0+0             | UCL                | 0                  | 0                  | MS          | 0           | 0           | 8      | 0      |
| 2009-2010               | MTK Budapest            | NBI                     | 0          | 0          | MK+MLK          | 1+2             | 0+0             | -                  | -                  | -                  | -           | -           | -           | 3      | 0      |
| 2010-2011               | MTK Budapest            | NBI                     | 21         | 3          | MK+MLK          | 4+0             | 0+0             | -                  | -                  | -                  | -           | -           | -           | 25     | 3      |
| 2011-feb. 2012          | N.E.C.                  | ED                      | 1          | 0          | CO              | 1               | 0               | -                  | -                  | -                  | -           | -           | -           | 2      | 0      |
| feb.-giu.2012           | Paks II                 | NBII                    | 15         | 0          | MK              | -               | -               | -                  | -                  | -                  | -           | -           | -           | 15     | 0      |
| feb.-giu.2012           | Paks                    | NBI                     | 3          | 0          | MK+MLK          | 0+2             | 0+0             | UEL                | -                  | -                  | -           | -           | -           | 5      | 0      |
| 2012-2013               | Paks                    | NBI                     | 23         | 4          | MK+MLK          | 2+5             | 0+1             | -                  | -                  | -                  | -           | -           | -           | 30     | 5      |
| lug.-set. 2013          | Paks                    | NBI                     | 3          | 0          | MK+MLK          | -               | -               | -                  | -                  | -                  | -           | -           | -           | 3      | 0      |
| set. 2013-2014          | MTK Budapest            | NBI                     | 22         | 1          | MK+MLK          | 6+3             | 2+2             | -                  | -                  | -                  | -           | -           | -           | 31     | 5      |
| Totale MTK Budapest     | Totale MTK Budapest     | Totale MTK Budapest     | 49         | 4          |                 | 18              | 4               |                    | 0                  | 0                  |             | 0           | 0           | 67     | 8      |
| 2014-gen. 2015          | Paks                    | NBI                     | 5          | 2          | MK+MLK          | 0+2             | 0+0             | -                  | -                  | -                  | -           | -           | -           | 7      | 2      |
| Totale Paks             | Totale Paks             | Totale Paks             | 34         | 6          |                 | 11              | 1               |                    | -                  | -                  |             | -           | -           | 45     | 7      |
| gen.-giu 2015           | Dunaújváros PASE        | NBI                     | 11         | 3          | MK+MLK          | -+2             | -+0             | -                  | -                  | -                  | -           | -           | -           | 13     | 3      |
| 2015-gen. 2016          | Dunaújváros PASE        | NBII                    | 14         | 3          | MK              | 1               | 0               | -                  | -                  | -                  | -           | -           | -           | 15     | 3      |
| Totale Dunaújváros PASE | Totale Dunaújváros PASE | Totale Dunaújváros PASE | 25         | 6          |                 | 3               | 0               |                    | -                  | -                  |             | -           | -           | 28     | 6      |
| gen.-giu. 2016          | Honvéd                  | NBI                     | 11         | 5          | MK              | -               | -               | -                  | -                  | -                  | -           | -           | -           | 11     | 5      |
| 2016-2017               | Honvéd                  | NBI                     | 27         | 16         | MK              | 2               | 0               |                    | -                  | -                  | -           | -           | -           | 29     | 16     |
| 2017-2018               | Honvéd                  | NBI                     | 32         | 14         | MK              | 6               | 3               | UCL                | 2                  | 0                  | -           | -           | -           | 40     | 17     |
| Totale Honvéd           | Totale Honvéd           | Totale Honvéd           | 70         | 35         |                 | 8               | 3               |                    | 2                  | 0                  |             | -           | -           | 80     | 38     |
| 2018                    | Kairat                  | QPL                     | 13         | 3          | QK              | 0               | 0               | UEL                | 6                  | 6                  | QS          | 0           | 0           | 19     | 9      |
| 2019                    | Kairat                  | QPL                     | 28         | 16         | QK              | 0               | 0               | UEL                | 3                  | 0                  | QS          | 0           | 0           | 31     | 16     |
| Totale Kairat           | Totale Kairat           | Totale Kairat           | 41         | 19         |                 | 0               | 0               |                    | 9                  | 6                  |             | 0           | 0           | 50     | 25     |
| gen.-giu. 2020          | Cercle Bruges           | D1                      | 8          | 1          | CB              | -               | -               |                    | -                  | -                  |             | -           | -           | 8      | 1      |
| ott. 2020-2021          | Honvéd                  | NBI                     | 12         | 1          | MK              | 0               | 0               | UEL                | -                  | -                  | -           | -           | -           | 12     | 1      |
| 2021-2022               | Honvéd                  | NBI                     | 12         | 0          | MK              | 2               | 1               | -                  | -                  | -                  | -           | -           | -           | 14     | 1      |
| Totale Honvéd           | Totale Honvéd           | Totale Honvéd           | 94         | 36         |                 | 10              | 4               |                    | 2                  | 0                  |             | -           | -           | 108    | 40     |
| gen.-giu.2022           | Diósgyőr                | NBII                    | 15         | 3          | MK              | -               | -               | -                  | -                  | -                  | -           | -           | -           | 15     | 3      |
| 2022-2023               | Diósgyőr                | NBII                    | 31         | 4          | MK              | 1               | 0               | -                  | -                  | -                  | -           | -           | -           | 32     | 4      |
| Totale Diósgyőr         | Totale Diósgyőr         | Totale Diósgyőr         | 46         | 7          |                 | 1               | 0               |                    | -                  | -                  |             | -           | -           | 47     | 7      |
| ott. 2023-2024          | Warta Poznań            | EK                      | 21         | 2          | PP              | 1               | 0               | -                  | -                  | -                  | -           | -           | -           | 22     | 2      |
| 2024-2025               | Nyíregyháza             | NBI                     | 26         | 4          | MK              | 4               | 1               | -                  | -                  | -                  | -           | -           | -           | 30     | 5      |
| Totale carriera         | Totale carriera         | Totale carriera         | 389        | 95         |                 | 51              | 12              |                    | 11                 | 6                  |             | 0           | 0           | 451    | 113    |

### Cronologia presenze e reti in Nazionale
| Cronologia completa delle presenze e delle reti in nazionale ― Ungheria | Cronologia completa delle presenze e delle reti in nazionale ― Ungheria | Cronologia completa delle presenze e delle reti in nazionale ― Ungheria | Cronologia completa delle presenze e delle reti in nazionale ― Ungheria | Cronologia completa delle presenze e delle reti in nazionale ― Ungheria | Cronologia completa delle presenze e delle reti in nazionale ― Ungheria | Cronologia completa delle presenze e delle reti in nazionale ― Ungheria | Cronologia completa delle presenze e delle reti in nazionale ― Ungheria |
| Data                                                                    | Città                                                                   | In casa                                                                 | Risultato                                                               | Ospiti                                                                  | Competizione                                                            | Reti                                                                    | Note                                                                    |
| ----------------------------------------------------------------------- | ----------------------------------------------------------------------- | ----------------------------------------------------------------------- | ----------------------------------------------------------------------- | ----------------------------------------------------------------------- | ----------------------------------------------------------------------- | ----------------------------------------------------------------------- | ----------------------------------------------------------------------- |
| 5-6-2017                                                                | Budapest                                                                | Ungheria                                                                | 0 – 3                                                                   | Russia                                                                  | Amichevole                                                              | -                                                                       | 70’                                                                     |
| 9-6-2017                                                                | Andorra la Vella                                                        | Andorra                                                                 | 1 – 0                                                                   | Ungheria                                                                | Qual. Mondiali 2018                                                     | -                                                                       |                                                                         |
| 3-9-2017                                                                | Budapest                                                                | Ungheria                                                                | 0 – 1                                                                   | Portogallo                                                              | Qual. Mondiali 2018                                                     | -                                                                       | 61’                                                                     |
| 10-10-2017                                                              | Budapest                                                                | Ungheria                                                                | 1 – 0                                                                   | Fær Øer                                                                 | Qual. Mondiali 2018                                                     | -                                                                       | 46’                                                                     |
| 9-6-2018                                                                | Budapest                                                                | Ungheria                                                                | 1 – 2                                                                   | Australia                                                               | Amichevole                                                              | -                                                                       | 24’                                                                     |
| 8-9-2018                                                                | Tampere                                                                 | Finlandia                                                               | 1 – 0                                                                   | Ungheria                                                                | UEFA Nations League 2018-2019 - 1º turno                                | -                                                                       | 73’                                                                     |
| 11-9-2018                                                               | Budapest                                                                | Ungheria                                                                | 2 – 1                                                                   | Grecia                                                                  | UEFA Nations League 2018-2019 - 1º turno                                | -                                                                       | 69’                                                                     |
| 15-10-2018                                                              | Tallinn                                                                 | Estonia                                                                 | 3 – 3                                                                   | Ungheria                                                                | UEFA Nations League 2018-2019 - 1º turno                                | -                                                                       | 68’ 70’ (aut.)                                                          |
| Totale                                                                  |                                                                         | Presenze                                                                | 8                                                                       |                                                                         | Reti                                                                    | 0                                                                       |                                                                         |

## Palmarès

### Club
- Supercoppa d'Ungheria: 1

MTK Budapest: 2008
- Campionato ungherese: 1

Honvéd: 2016-2017
- Campionato ungherese di NBII: 1

Diósgyőr: 2022-2023

### Individuale
- Calciatore dell'anno dell'Honvéd: 1

2016
- Capocannoniere del campionato ungherese: 1

2016-2017 (16 gol)